# Chromodoris joshi

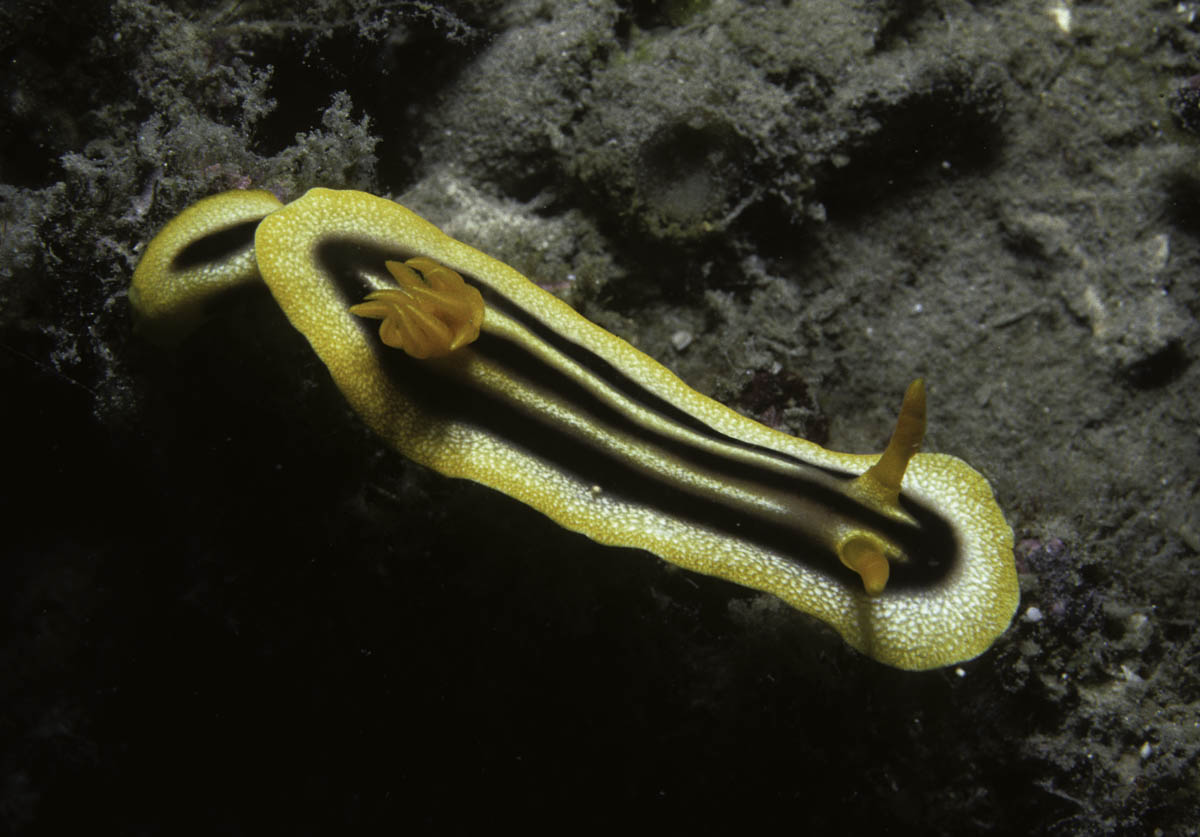
Chromodoris joshi en Permuteran, Bali, Indonesia

Chromodoris joshi es una especie de molusco nudibranquio de la familia Chromodorididae.

## Morfología
El manto dorsal, de forma más o menos ovalada, es de color amarillo, con motas blancas diseminadas densamente. Tiene una línea central negra y otra ovalada, también negra, que rodea los rinoforos y las branquias, y en cuyos extremos se une la línea central. El manto está bordeado por una franja amarilla más oscura en el margen, que recorre su perímetro. El pie es del mismo color que el cuerpo y se extiende posteriormente más allá del manto.
Para investigar el medio utilizan dos tentáculos situados en la cabeza, llamados rinoforos, y otros dos tentáculos, situados cerca de la boca, que les sirven para oler, detectar estímulos químicos y tocar. Carecen de órgano de la vista propiamente dicho, en su lugar tienen una pequeña esfera dentro del cuerpo situada detrás y en el centro de los rinoforos, que le sirve para detectar luz o sombras. En la parte posterior del dorso, tiene unos apéndices, entre 11 y 15, de apariencia plumosa que son las branquias que utiliza para respirar. En el centro de las branquias se sitúa la papilla anal. Todos estos apéndices son de color naranja translúcido.
Sus vívidos colores, como en otras especies animales, son un aviso al resto de habitantes del arrecife sobre la toxicidad de su dermis, convirtiéndose en una estrategia de defensa, o aposematismo. Son lentos de movimiento y cuando son tocados por un predador, se encogen y esconden los rinoforos.
Alcanza los 6 cm de longitud.

## Alimentación
Es carnívoro y come principalmente esponjas. 

## Reproducción
Como todos los opistobránquios, son hermafroditas y producen tanto huevos como esperma. Las masas de huevos las depositan en espirales aplanadas. 
El conducto genital y la prominente abertura genital están situados cerca de la cabeza, en el lado derecho del cuerpo. Tras la fertilización producen larvas planctónicas, que cuentan con una concha para protegerse durante la fase larval, y que, al evolucionar a su forma definitiva la pierden. La larva deambula por la columna de agua hasta que encuentra una fuente de comida, normalmente esponjas, entonces se adhiere y evoluciona al animal adulto.

## Hábitat y distribución
Se distribuye en el Pacífico tropical, en Filipinas e Indonesia.
Asociados a arrecifes, son bénticos y diurnos. Se localizan en los extremos de los muros y en los frentes de arrecifes, desde los 5 hasta los 30 m de profundidad.